# Inti-Illimani (1970)
Inti-Illimani è un album del gruppo musicale cileno Inti-Illimani, pubblicato nel 1970.

## Descrizione
Inti-Illimani è il primo disco del gruppo ad essere pubblicato da una major: la EMI Odeon cilena.
Nelle note di presentazione che si possono leggere sulla copertina del disco, redatte dal direttore artistico della EMI Odeon Rubén Nouzeilles, si sottolinea l'importanza per il suono del gruppo dei tour che avevano realizzato in Argentina e Bolivia ed in effetti il disco si contraddistingue per la preponderanza di brani della tradizione andina e sudamericana con solo una minima parte di canzoni politiche. 
Gran parte dei brani sono qui eseguiti dal gruppo per la prima volta, fanno eccezione Huajra (qui alla terza registrazione) e Nuestro México, febrero 23 (inciso per la seconda volta). Dolencias e Quiaqueñita furono suggerite al gruppo da Víctor Jara, con il quale all'epoca collaboravano strettamente.
Il disco fu pubblicato, in tempi diversi, in svariati paesi del mondo, a volte con identica track-list, altre volte variando l'ordine dei brani, con la copertina a volte modificata e, in alcuni casi, anche con il titolo modificato. L'album non è mai stato pubblicato o distribuito in Italia. In Cile la EMI Odeon Chile non lo ha mai ristampato integralmente in CD, pur inserendo alcune delle tracce del disco all'interno di antologie dedicate agli Inti-Illimani o alla Nueva Canción Chilena.

## Tracce
1. Los arados - (Marco Vinicio Bedoya)
2. Huajra - (Atahualpa Yupanqui)
3. Nuestro México, febrero 23 - (tradizionale messicano)
4. Dolencias - (Víctor Valencia)
5. Quiaqueñita - (tradizionale argentino)
6. La petenera - (tradizionale messicano)
7. Quebrada de Humahuaca - (tradizionale argentino)
8. Así como hoy matan negros - (Pablo Neruda / Sergio Ortega)
9. La mariposa - (tradizionale boliviano)
10. Flor de Sancayo - (tradizionale peruviano)
11. Fiesta puneña - (Eduardo Falú)
12. Madrugada llanera - (Germán Fleitas / Juan V. Torrealba)

## Formazione
- Jorge Coulón - chitarra e voce
- Max Berrú - percussioni e voce
- Horacio Salinas - chitarra
- Horacio Durán - charango
- Ernesto Pérez De Arce - quena

### Turnisti
- Iván Cazabón - contrabbasso
- Rubén Cortez - violino

### Personale tecnico
- Patricio Guzmán Campos - copertina e foto
- Hernán Vidal (Hervi) - grafica

## Edizioni
- 1970 - Inti-Illimani ("Cóndores Del Sol") (Odeon, (S)LDC-35254, LP, 1970, Cile)
- 1971 - Lamento del indio (EMI Odeon, 302-0010, LP, Ecuador) la canzone Los arados è stata ribattezzata Lamento del indio
- 1974 - Inti-Illimani ("Cóndores Del Sol") (Odeon, EOS-70046, LP, Giappone)
- 1974 - Inti-Illimani ("Cóndores Del Sol") (EMI, 7375, LP, Venezuela)
- 1975 - Canto de pueblos andinos vol.2 (Odeon, 1975, LP, Spagna), senza la canzone Así como hoy matan negros
- 1992 - La magia de Inti Illimani  (EMI, 9606, MC, Venezuela)